# Anomala gualberta
Anomala gualberta är en skalbaggsart som beskrevs av Ohaus 1925. Anomala gualberta ingår i släktet Anomala och familjen Rutelidae. Inga underarter finns listade i Catalogue of Life.